# Платформа Toyota B
Toyota B — автомобильная платформа японской компании Toyota для переднеприводных автомобилей (также адаптируется к полному приводу). Лежит в основе различных моделей Toyota из категории субкомпактных и компактных автомобилей.
Платформа Toyota B является преемницей платформы NBC и находится ниже платформы MC. В начале 2005 года на платформе B был выпущен первый автомобиль — хетчбэк Vitz/Yaris (XP90).
Преемница платформы B — TNGA-B.

## Модельный ряд
- Toyota Vitz/Yaris — XP90 (2005—2010), XP130 (2010—2019)
- Toyota Belta/Vios/Yaris — XP90 (2005—2013)[5]
- Toyota ist/Urban Cruiser/Scion xD — XP110 (2007—2016)
- Toyota Porte/Spade — XP140 (2012—2020)
- Toyota Ractis/Verso-S/Subaru Trezia — XP100 (2005—2010), XP120 (2010—2016)
- Toyota Sienta — XP170 (2015—2022)
- Toyota Probox/Mazda Familia Van — XP160 (2014 — настоящее время)
- Toyota Succeed — XP160 (2014—2020)
- Toyota Prius c/Aqua — NHP10 (2011—2021)
- Toyota Corolla Axio/Fielder — E160 (2012 — настоящее время)
- Toyota JPN Taxi/Comfort Hybrid — NTP10 (2017 — настоящее время)